# Aframomum uniflorum
Aframomum uniflorum är en enhjärtbladig växtart som beskrevs av John Michael Lock och Axel Dalberg Poulsen. Aframomum uniflorum ingår i släktet Aframomum och familjen Zingiberaceae. Inga underarter finns listade i Catalogue of Life.